# Fox the Fox
Fox the Fox war eine niederländische Euro-Disco-Band, die 1981 von dem Sänger Berth Tamaëla und Silhouette Musmin gegründet wurde. Ihr einziger großer Hit war die Single Precious Little Diamond.

## Bandgeschichte
Tamaëla und Musmin gründeten die Band 1981. Zu den Mitgliedern gehörten des Weiteren der Bassist Gino Jansen, Gitarrist Kier van der Werf, Keyboarder Roy Kuschel und die Schlagzeuger Robbie Brans, Tjalling Bos und Han Langkamp. Musmin verfasste die meisten Texte der Band.
Fox the Fox veröffentlichten zwei Jahre nach der Gründung die Single Flirting and Showing, die zunächst ein Misserfolg war; Erst nachdem Precious Little Diamond 1984 den 5. Platz der deutschen Singlecharts erreichte, stieg auch Flirting and Showing auf eine Top-40-Position. Die nachfolgenden Singles und Alben waren nicht erfolgreich.
Nach dem Weggang von Tamaëla löste sich die Band 1990 auf.

## Rezeption
Die Musik der Band hatte einen großen Einfluss auf Modern Talking, insbesondere Dieter Bohlen lehnte seinen Gesang an den von Fox-the-Fox-Sänger Berth Tamaëla an.

## Diskografie

### Alben
- 1984: In the Dark of the Nite
- 1989: Diamonds
- 2006: Collections

### Singles
- 1983: Flirting and Showing
- 1984: I. C. Eyes (Special Remix by Ben Liebrand)
- 1984: Precious Little Diamond
- 1984: Stealin' (My Heart Away)
- 1986: She Don't Mind (Extended Re-Mix)
- 1987: Star in the Night (Too Late)
- 1989: Rock the Pop
- 2005: Precious Little Diamond (PLD vs. Fox the Fox)